# Poustevníkův zvonek
Poustevníkův zvonek (ve francouzském originále Les Dragons de Villars) je opéra comique ve třech dějstvích od Louise-Aimé Maillarta na libreto Eugèna Cormona (vlastním jménem Pierre-Etienne Piestre) a Josepha-Philippa Lockroye (vlastním jménem Joseph-Philippe Simon).

## Vznik a osudy díla
Maillart partituru nejprve nabídnul řediteli Opéry-Comique Émile Perrinovi, kterému se však příběh zdál pro jeho divadlo příliš pochmurný, a přestože mu skladatel předehrál několik úryvků, odmítl jej nakonec uvést. Maillart jej poté nabídl Edmondu Sevestovi, který byl v té době ředitelem Théâtre-Lyrique, ale ten dílo také odmítl. Až o několik let později je autor nabídl Léonu Carvalhovi, který právě převzal vedení Théâtre-Lyrique a který hotové dílo přijal bez toho, aby se vůbec seznámil s libretem či hudbou.
Poustevníkův zvonek měl tedy premiéru v Paříži v Théâtre-Lyrique dne 19. září 1856 a do roku 1863 tam byl dáván více než 150krát. Stal se populárním po celé Evropě a byl dáván i v New Orleans (1859), New Yorku (1868) a na Mauriciu (1872). V samotné Paříži se stal od roku 1868 součástí repertoáru Opéra-Comique a dosáhl tam do roku 1950 377 představení. Po začátku 20. století opustil hlavní operní scény a přežíval v lidovějších divadlech, nyní je dáván spíše ojediněle. Z poválečných nastudování lze zmínit inscenaci z roku 1986 ve skladatelově rodném Montpellieru.
V Praze byl Poustevníkův zvonek uveden nejprve ve Stavovském divadle 31. října 1866. V češtině byl inscenován poprvé v Prozatímním divadle roku 1878 (premiéra 23. září) v překladu Josefa Jiřího Stankovského. Hrálo jej pak i Národní divadlo (do roku 1923), byl však uváděn spíše menšími a amatérskými divadly. Populárními čísly byly zejména vojenské a pijácké popěvky.

## Osoby a první obsazení
| Osoba                          | Hlasový obor | Obsazení při premiéře, 19. září 1856 (Dirigent: Adolphe Deloffre) |
| ------------------------------ | ------------ | ----------------------------------------------------------------- |
| Georgette                      | soprán       | Caroline Girard                                                   |
| Rose Friquet                   | mezzosoprán  | Juliette Borgheze                                                 |
| Sylvain                        | tenor        | Scott                                                             |
| Thibaut                        | bas          | Adolphe Girardot                                                  |
| Belamy                         | bas          | Grillon                                                           |
| Pastor                         | baryton      | Henry Adam                                                        |
| Dragoun                        | tenor        | Quinchez                                                          |
| Poručík                        | tenor        | Garcin                                                            |
| Dragouni, vesničané, camisardi |              |                                                                   |

## Obsah
Inspirace pro postavu hlavní hrdinky bývá hledána v románu La Petite Fadette George Sandové. Příběh se odehrává ve francouzské vesnici na hranicích se Savojskem v roce 1704, v době, kdy vojsko potíralo tajné hugenoty zvané Camisards v pohoří Cévennes. Velitelem vojska byl tehdy maršál Claude Louis Hector (od 1705 vévoda) de Villars: odtud "Villarsovi dragouni" z původního francouzského názvu.

### 1. dějství
(Dvůr statku pod savojskými Alpami) Venkovanky ve službě u bohatého farmáře Thibauta přinášejí sklizené ovoce (sbor Heureux enfants de la Provence). Na práci dohlíží Thibautova žena Georgette, která jim zpívá provensálskou píseň Blaise qui partait, ve které mladá dívka zapomene na svůj slib mladému vojákovi a provdá se za jiného nápadníka. Píseň je přerušena zvukem trub. Přispěchá Thibaut a vysvětluje ženám, že do vesnice pochodují vojáci krále Ludvíka XIV., kteří pronásledují skupinu uprchlých protestantských povstalců, tzv. "camisardů". Před obávanými "Villarsovy dragouny" nejsou v bezpečí ani ženy, ani zásoby vína. Proto Thibaut poručí ženám ukrýt se v kostele a vlastní ženu zamkne do holubníku (árie Ne vous montrez pas!). Přichází oddíl dragounů s velitelem kaprálem Belamym (sbor Arrêtons-nous dans ce village a Belamyho píseň Quand le dragon a bien trotté), který žádá jídlo, pití, ubytování - a posluhu paní domu a dalších žen. Thibaut mu ale vysvětluje, že žádné víno není k dispozici a všechny ženy pomřely nebo uprchly.
Rozladěný Belamy se spokojí s Thibautovou večeří a rozhodně se - po krátkém zdřímnutí ve statkářově posteli - pokračovat v pochodu. Thibaut je rád, že se má vojáků zbavit, a je ochoten je odvést k jeskyni svatého Graciána poblíž staré poustevny, kde mají vojáci rozkaz hledat uprchlé hugenoty. Zatímco Belamy spí, Thibaut vyvolává svého služebníka Silvaina a vytýká mu, že se opozdil a že se vůbec v poslední době stále někde toulá. Nakonec jej vyzve, aby osedlal muly, aby mohl vojáky odvést pryč.
Silvain vykoktá, že se mu muly ztratily v horách, ale jistě se najdou. Zatímco Thibaut se obává, že je ukradli hledaní uprchlíci, přivádí obě zvířata Rose Friquetová, vesnický sirotek (Rosina píseň Maîitre Thibaut, vos mules sont charmantes... Hup! hup! mule chérie). Thibaut jí spílá, ale Silvain jí vřele děkuje, a ačkoli dívka žertem odmítá jeho díky, mladík zjistí, že odvedla muly proto, aby odvrátila pozornost od místa, kam Sylvain denně chodí donášet jídlo hugenotským uprchlíkům. Rose Friquetová, chudá a neupravená pasačka koz, je většinou vesničanů vysmívána a nenáviděna pro svou paličatost a nezdvořilost, ale Sylvain k ní cítí náklonnost a ani ona mu nezapomněla, že ji vlastním tělem zachránil, když po ní mládež házela kamení. Proto na Sylvainovy prosby (romance Ne parle pas, Rose, je t'en supplie) slibuje tajemství zachovat.
Vojáci jedí Thibautovy zásoby a Belamy najde Georgettin čepec. Je mu tedy jasné: ženy nejsou daleko. Thibaut se z otázky vyvleče. Zato Rose ví, že je třeba zdržet vojáky na Thibautově statku, aby Silvain stihl varovat uprchlíky. V komickém duetu (Allons, ma chère... Voyez le vieux malin) Belamymu prozradí vchod k zásobám vína i do holubníku, kde se skrývá Georgetta. Georgettě nejsou důvěrnosti, kterými ji Belamy ihned zahrnuje, tolik nepříjemné, ale má obavy: všechny ženy ve vsi sleduje již dvě stě let mrtvý poustevník od svatého Graciána, a kdykoli se některá chystá být svému muži nevěrná, ozve se po celém okolí hlas poustevníkova zvonku (to vysvětluje v kupletech Grâce a cet ermite). Belamy se domluví s Georgettou, že mu později večer poustevnu ukáže, aby zjistili, zda pověst nelže... Mezitím Georgette prozradí úkryt ostatních žen a vojáci již nehodlají Thibautův statek jen tak rychle opustit. Začíná pravé bakchanále; Sylvain má mezitím čas varovat své chráněnce (finále Le boute-selle nous appelle, ansámbl Le plaisir ici les enchaîne a vojenské rondo Pour charmer une fillette).

### 2. dějství
(Nehostinné místo kolem poustevny svatého Graciána) Sylvain si zpívá vilanellu Ah! qu'il est donc beau, přičemž potká Rose. Rose mu vysvětlí, že všechny stezky jsou hlídány vojáky, ale že může odvést uprchlíky za hranice po stezce, kterou zná jen ona sama a její kozy. Sylvain jí děkuje a snaží se ji přesvědčit, aby více dbala o svůj zevnějšek. Rose je překvapena, že ji Silvain shledává pohlednou (milostný duet Moi! Jolie!... Ah! pour moi, bonheur extrême). Silvain odchází za camisardy.
Přichází Thibaut hledaje svou ženu, kterou viděl odcházet s Belamym. Nachází však jen Rose - že by se spletl a dotyčná žena byla ona? Rose to ale se smíchem popírá a Thibaut pokračuje v pátrání. Zatím Belamy a Georgette skutečně přicházejí prozkoumat záležitost zvonku. Rose se ukryje. Potřebuje oba příchozí vystrnadit, aby tudy mohla odvést uprchlíky - a proto v okamžiku, kdy se chystají líbat, zatahá za zvonek (celá scéna v triu C'est là voilà... Ah! quel tapage!). Georgette prchá, naopak zvuk zvonku přivolá Thibauta. Důstojník jej ale uchlácholí a odvádí zpět do vesnice.
Belamy se ale ve skrytu vrátí na místo, aby záhadě poustevníkova zvonku přišel na kloub, a zastihne Rose se Sylvainem, jak odvádějí uprchlíky do bezpečí. Zachránění oběma děkují a Rose a Silvain se domlouvají na sňatku hned zítřejšího rána (sbor a finále Partons, partons sans bruit... Dieu fort, Dieu tout-puissant). Kaprál Belamy se raduje ze svého nečekaného objevu.

### 3. dějství
(Vesnická náves u Thibautova domu) Následujícího rána se ve vsi nemluví o ničem jiném než o sňatku Rose a Silvaina (sbor a ansámbl Vous avez la nouvelle?), přičemž v posměvačných narážkách vyniká zejména Thibaut, a také o zvonění poustevníkova zvonku. Thibaut se dozvěděl, že vojáci v noci náhle vyrazili do hor a že se Belamy spokojen vrátil. Rozšíří tedy zprávu, že camisardi byli pochytání a že je zradila Rose, aby získala vypsanou odměnu. Sylvain nechce věřit, Thibaut tedy vytáhne ze sklípku podnapilého Belamyho. Ten nejdříve zapěje pijáckou píseň Le sage, qui s'éveille. Thibaut jej vyslýchá a Belamy, aby zatajil svou a Georgettinu přítomnost u poustevny, potvrdí Thibautovu verzi o prozrazení uprchlíků.
Zanechávaje Thibauta jeho škodolibosti a Sylvaina jeho zoufalství, vlichotí se Belamy opět Georgettě - a vida, tentokrát poustevník nezazvoní...
Rose přichází vystrojena na svou svatbu s árií Il m'aime! espoir charmant, douce parole! Georgette jí bez ohledu na Thibautovy námitky nasadí svatební vínek. Celá ves se sešla ke svatebnímu obřadu, ale objeví se Sylvain, a když jej Rose radostně vítá, odmítá ji a vyčítá jí zradu ve smyslu Thibautovy zvěsti (celá scéna a ansámbl Allons, la belle fiancée... Quand un malheur frappe vos champs). Rose je příliš hrdá na to, aby se bránila, ale nechává Georgettě list, ze kterého vyplývá, že uprchlíci ve skutečnosti v bezpečí překročili savojské hranice; Silvain je zahanben.
Náhle vchází rozzuřený Belamy, neboť jeho kořist uprchla a on nejen přišel o odměnu, ale hrozí mu i blamáž a ztráta hodnosti u jeho velitele, kterého dal v noci v předčasné vítězoslávě povolat do vesnice. Nařídí, aby byl Silvain ihned pro zradu popraven, ale Rose svého milého odvážně brání: sama hodlá povědět Belamyho velitelům, že camisardi uprchli jen proto, že kaprál i se svými vojáky zanedbali své povinnosti a rozkazy, a poprava bude čekat i na něho. Když pak musí Belamy velitel podat hlášení, nakonec je schopen jen vykoktat, že se nic zvláštního nestalo. Tím jsou všichni zachráněni (Sylvain před popravou, Georgette před odhalením...) a svatební obřad může konečně pokračovat. Závěrečný sbor opakuje motiv vojenského ronda (Sonne, sonne toujours, trompette coquette).

## Nahrávky
- 1948, zpívají (Rose Friquet:) Maria Madlen Madsen, (Georgette:) Hanna Clauss, (Sylvain:) Franz Fehringer, (Belamy:) Kurt Gester, (Thibaut:) Willi Hofmann. Sinfonieorchester des Westdeutschen Rundfunks diriguje Kurt Schröder. V němčině, kráceno. (Walhall - Eternity Series B001IC59L4, 2 CD)

- 1961, zpívají (Rose Friquet:) Susanne Lafaye, (Georgette:) Andrée Esposito, (Sylvain:) André Mallabrera, (Belamy:) Julien Haas, (Thibaut:) Pierre Heral. Diriguje Richard Blareau. Kráceno. (Discovery/Accord Operette Series 472 865-2, 2 CD).

Vícekrát byla nahrána samotná předehra (např. Eugène Ysaÿe či Yan Pascal Tortellier) a též Sylvainova árie z I. dějství Ne parle pas, Rose, je t'en supplie (např. Herbert Ernst Groh, Fritz Wunderlich, Miguel Villabella, Piotr Beczala) nebo árie Rose ze III. dějství Il m'aime, il m'aime, espoir charmant (např. Huguette Tourangeau).